# Flaga Gabonu
Flaga Gabonu – przyjęta 9 sierpnia 1960 roku. Kolor zielony symbolizuje drzewa tego państwa, niebieski – Ocean Atlantycki, a żółty – przecinający Gabon równik. Proporcja flagi wynosi 2:3.

## Historyczne wersje flagi

### Sztandary prezydenckie

Sztandar prezydencki z lat 1960–1990
Sztandar prezydencki z lat 1990–2016

### Flagi narodowe

Flaga Gabonu w latach 1959–1960